# Sergio Múñiz
Sergio Múñiz (ur. 24 września 1975 w Bilbao) – hiszpański aktor i model.

## Życiorys
Urodził się w Hiszpanii. W 1995 przeniósł się do Włoch, gdzie w Mediolanie rozpoczął pracę w branży reklamowej jako model. Uczestniczył w reklamach dla Calvina Kleina, Sergio Tacchini, Etro i Pumay. Dorabiał także jako barman. W 2004 wygrał drugą edycję reality show Rai Due L’isola dei famosi. Jego zdjęcia zostały opublikowane w kalendarzu na rok 2005 wydawnictwa MAX. 
W 2005 zadebiutował jako Alfredo, bywalec salonów, który opowiada o romansie z najsłynniejszą kurtyzaną Włoch w telewizyjnej adaptacji powieści Aleksandra Dumasa Dama kameliowa (La signora delle camelie), emitowanej na Canale 5. Wkrótce zagrał postać Jana Borgię w filmie biograficznym Rodzina Borgiów (Los Borgias, 2005). W styczniu 2005 trafił na okładkę magazynu „Vanity Fair”. Latem 2007 odbył tournée po Włoszech z przedstawieniem szekspirowskim Stracone zachody miłości, gdzie grał Ferdynanda, króla Nawarry. W 2009 zadebiutował jako wokalista singlem „La Mar”. Latem 2014 wspólnie z ukulelistą Jontomem nagrał EP pt. Playa. W 2009 wystąpił w roli Jezusa Chrystusa w projekcie Wędrówki z Mesjaszem (Journeys with the Messiah).
Występował na scenie w sztuce Arszenik i stare koronki (2016) i musicalu Mamma Mia! (2020). W 2021 zadebiutował jako współautor monodramu Fala, która nadejdzie. 

## Wybrana filmografia
- 2005: Dama kameliowa (La signora delle camelie, TV) jako Alfredo Germonti
- 2005: Rodzina Borgiów (Los Borgias) jako Juan Borgia
- 2007: Dark Resurrection jako Muniza
- 2008: Brokers - Eroi per gioco jako Marco Jmenez
- 2009: Journeys with the Messiah jako Mesjasz
- 2010: Sharm El Sheik: Un'estate indimenticabile jako Luca
- 2012: Maria z Nazaretu (Maria di Nazaret, TV) jako Antypater II
- 2013: La finestra di Alice  jako Fabio Fernandez
- 2014: S.O.S.: Mulheres ao Mar jako Franco